# Albacete (stacja kolejowa)
Albacete – stacja kolejowa w Albacete, w regionie Kastylia-La Mancha, w Hiszpanii. Znajdują się tu 4 perony.